# Jacek Jastrzębski (prawnik)
Jacek Zygmunt Jastrzębski (ur. 10 maja 1980 w Warszawie) – polski prawnik, radca prawny, adwokat i ekonomista, doktor habilitowany nauk prawnych, profesor uczelni Uniwersytetu Warszawskiego, od 2018 przewodniczący Komisji Nadzoru Finansowego.

## Życiorys
Ukończył II Liceum Ogólnokształcące im. Stefana Batorego w Warszawie (1999). Absolwent studiów prawniczych na Wydziale Prawa i Administracji Uniwersytetu Warszawskiego (2003) oraz ekonomicznych w Szkole Głównej Handlowej w Warszawie (2004). W 2005 doktoryzował się w zakresie nauk prawnych na UW na podstawie pracy pt. Kara umowna jako umowna regulacja odpowiedzialności odszkodowawczej. Stopień doktora habilitowanego nauk prawnych uzyskał w 2011 na tej samej uczelni w oparciu o rozprawę zatytułowaną Pojęcie papieru wartościowego wobec dematerializacji.
Został nauczycielem akademickim na Uniwersytecie Warszawskim, od 2013 na stanowisku profesora nadzwyczajnego i następnie profesora uczelni (w Instytucie Prawa Cywilnego i później w Katedrze Prawa Cywilnego). W pracy naukowej zajął się zagadnieniami z zakresu prawa cywilnego, prawa handlowego oraz prawa papierów wartościowych. Jest autorem kilkudziesięciu publikacji z zakresu prawa odszkodowawczego, prawa zobowiązań, prawa papierów wartościowych, prawa wekslowego i czekowego. Dwukrotny stypendysta Fundacji na Rzecz Nauki Polskiej oraz członek Collegium Invisibile.
W 2007 uzyskał uprawnienia adwokata, podjął też praktykę w zawodzie radcy prawnego. Pracował w sektorze bankowym, od 2008 pełnił funkcję zastępcy dyrektora departamentu prawnego PKO BP. 23 listopada 2018 został powołany przez prezesa Rady Ministrów Mateusza Morawieckiego na stanowisko przewodniczącego Komisji Nadzoru Finansowego. 24 listopada 2023 został powołany na kolejną 5 letnią kadencję.

## Odznaczenia
W 2022 otrzymał Złoty Medal za Zasługi dla Policji.

## Publikacje
- Kara umowna, Wolters Kluwer Polska, Warszawa 2006.
- Prawo wekslowe i czekowe. Komentarz (współautor z Maciejem Kalińskim), Wydawnictwo Prawnicze LexisNexis, Warszawa 2008.
- Pojęcie papieru wartościowego wobec dematerializacji, Wolters Kluwer Polska, Warszawa 2006.
- Zobowiązania – część szczegółowa (współautor), Wolters Kluwer Polska, Warszawa 2014.